# Bilston
Bilston è una località della contea delle West Midlands, in Inghilterra già comune fino al 1966.